# جزيرة جريب (ميدي)

تعديل مصدري - تعديل

جزيرة جريب هي إحدى جزر مديرية ميدي التابعة لمحافظة حجة.